# كاديلاك سيفيل
كاديلاك سيفيل: هي سيارة من صناعة كاديلاك، أنتجت في 1975 وتوقف إنتاجها في 2004.

## وصلات خارجية
- الموقع الرسمي